# Acronicta rubricoma
Acronicta rubricoma är en fjärilsart som beskrevs av Achille Guenée 1852. Acronicta rubricoma ingår i släktet Acronicta och familjen nattflyn. Inga underarter finns listade i Catalogue of Life.